# TSCE
TSCE (англ. Total Ship Computing Environment, общекорабельная компьютерная среда) — американская корабельная многофункциональная боевая информационно-управляющая система компании Raytheon, предназначенная для эсминцев типа «Замволт». Система обладает открытой архитектурой, организована на основе общекорабельной компьютерной сети, хорошо приспособлена для интеграции стандартных программ и коммерческого аппаратного обеспечения.